# Tunnel des Grandes-Rousses

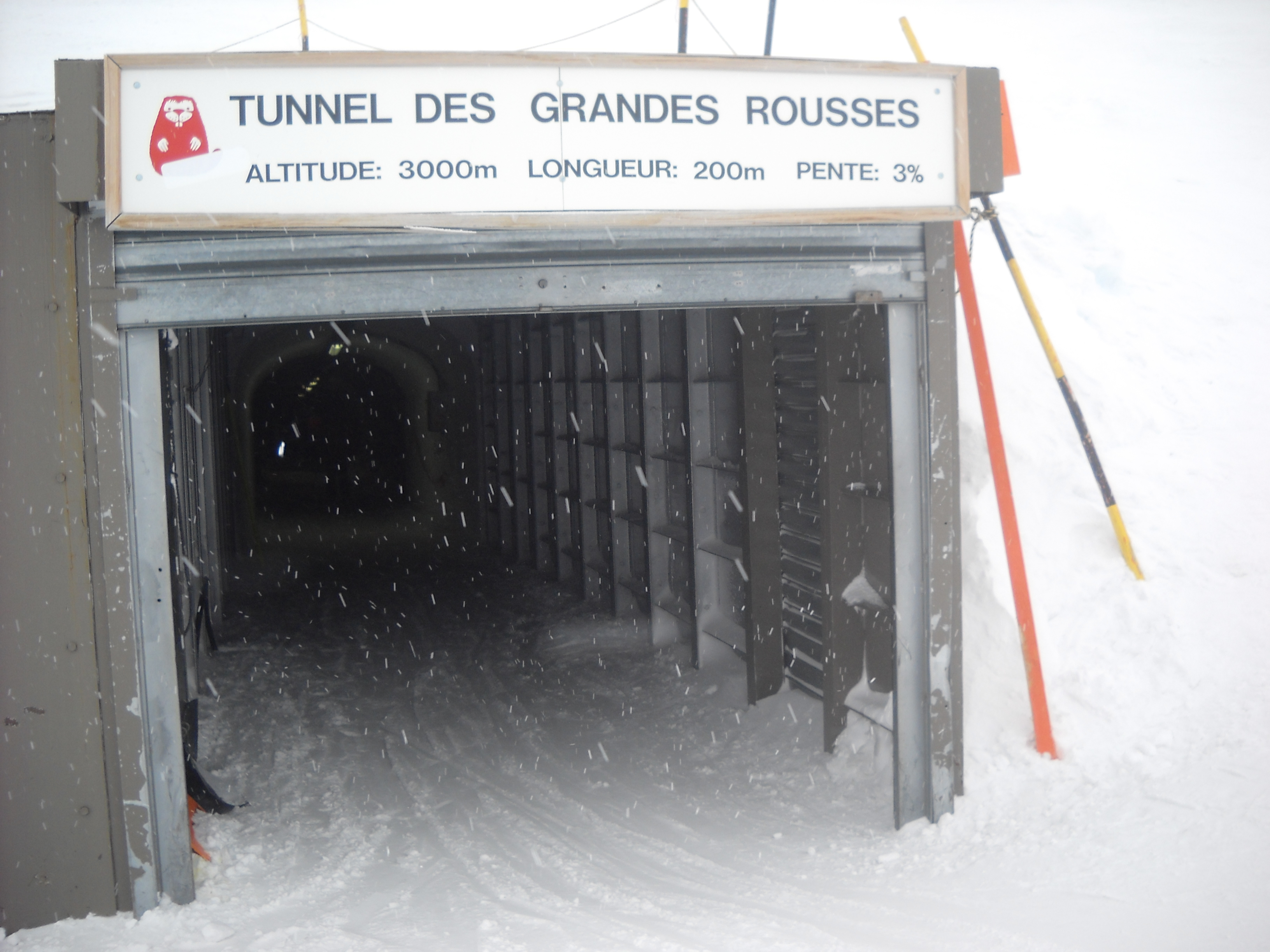
Ingang van de tunnel in maart 2011

De Tunnel des Grandes-Rousses is een voetgangers- en skitunnel in het Franse wintersportgebied Alpe d'Huez. De tunnel gaat onder een bergkam heen, onder de top van de Pic Blanc, op zo'n 3100 meter boven zeeniveau, in de gemeenten Oz en Le Freney-d'Oisans. Hij meet zo'n 200 meter en daalt 3%, waardoor skiërs er zachtjes doorheen kunnen. Na de opening van een kabelbaan naar de top van de Pic Blanc in 1963, opende de tunnel het jaar erop. De tunnel maakt deel uit van de notoir moeilijke zwarte piste Le Tunnel.